# Фенестрани

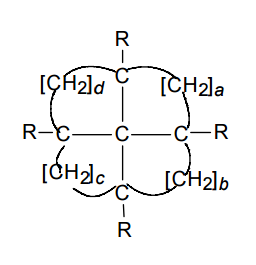
Фенестрани.

Фенестрани (англ. fenestranes, рос. фенестраны) — хімічні сполуки, що можуть розглядатися як спіросполуки, які мають містки з вуглецевих атомів, що з‘єднують α і α'-положення. 